# 2014年ウクライナ大統領選挙
2014年ウクライナ大統領選挙（2014年ウクライナだいとうりょうせんきょ、英語: Ukrainian presidential election, 2014）は、2014年5月25日にウクライナで行われた大統領選挙である。今回の大統領選挙は、元々は2015年3月29日に行われる予定であったが、2014年ウクライナ騒乱により親露派ヴィクトル・ヤヌコーヴィチ政権が崩壊したため、前倒しで行われることとなった。決選投票を待たずして、親欧米派でウクライナ南部・クリミア半島の編入を認めない元外相のペトロ・ポロシェンコが大統領が過半数の票を得て当選した。2位も親欧米派のティモシェンコ元首相で約13%、ロシア寄りのチギプコ元副首相（54）は約5%で5位にとどまった。親露派武装勢力が投票所を襲撃し、国外からの選挙監視員や記者団が泊まるホテルを占拠や投票所に火炎瓶が投げ込まれる事件が発生した。そのため、東部ドネツク、ルガンスク両州では投票所が34選挙区域のうち9つの選挙区域にとどまり、ロシアが実効支配下に置いたクリミア半島では投票所が設置出来なかった。

## 候補者
23人が立候補した。
- ペトロ・ポロシェンコ：
- ユーリヤ・ティモシェンコ：
- ユーリー・ボイコ：
- オレーフ・チャフニボーク：
- ミクハイル・ドブキン(英語版)

他